# Eichen (Hellenthal)
Eichen (ⓘ, früher auch Eichen bei Ingersberg genannt) ist ein Ortsteil der Gemeinde Hellenthal im Kreis Euskirchen, Nordrhein-Westfalen.
Der Ortsteil liegt an der Bundesstraße 258. Eichen liegt im nördlichsten Teil der Gemeinde an den Grenzen zu Schleiden und Kall.
Eichen gehörte bis zum Ende des 18. Jahrhunderts zur Herrschaft Schleiden.
Die VRS-Buslinie 879 der RVK verbindet den Ort, ausschließlich als TaxiBusPlus nach Bedarf, mit seinen Nachbarorten und mit Hellenthal.
| Linie | Verlauf |
| ----- | --- |
| 879   | MiKE / AST-Verkehr: Wildgehege – (Hohenberg ←) Oleftalsperre – (Hohenberg →) Hellenthal – Blumenthal – Ingersberg – Eichen – Felser – Wollenberg |